# Thomas Wunderlich (Kapitän)
Thomas Wunderlich (* 1979 in Lübben) ist Kapitän der Polarstern. Er führte das Schiff während der MOSAiC-Expedition in der Arktis im Jahr 2020.

## Leben
Wunderlich wurde in Lübben geboren, wuchs in Cottbus auf und lebt seit 2009 in Burg. Seine Schulzeit schloss Wunderlich mit dem Abitur an der Lausitzer Sportschule Cottbus ab. Danach studierte er viereinhalb Jahre Nautik an der Hochschule Wismar Bereich Nautik/Seefahrt in Warnemünde. Nach dem Studium wurde Wunderlich 3. Offizier auf einem Containerschiff.
Im Jahr 2004 wechselte er als 3. Offizier auf die Polarstern, wo er zum 2. Offizier aufstieg. 2005 wechselte er auf das Forschungsschiff Meteor, wo er bis 2012 tätig war. Abwechselnd auf der Polarstern und der Meteor stieg er zum 1. Offizier auf. Seit 2010 ist er Kapitän der Polarstern. Angestellt ist er bei der Reederei F. Laeisz, die die Polarstern bereedert.
Auf der Polarstern wechselt Wunderlich sich als Kapitän mit Stefan Schwarze ab. Jeder hat etwa ein halbes Jahr auf dem Schiff und ein halbes Jahr an Land. Der Wechsel erfolgt gewöhnlich alle drei Monate, manchmal auch erst nach sechs Monaten. Dabei wechseln die Einsätze zwischen Arktis und Antarktis.
Vom 20. September 2019 bis zum 6. Juni 2020 führte Schwarze die Polarstern auf der MOSAiC-Expedition. Durch die Corona-Krise war das länger als geplant. Schließlich konnte der Wechsel der Mannschaft und des Kapitäns Anfang Juni 2020 im Isfjord in den Spitzbergen stattfinden. Nun übernahm Wunderlich die Polarstern als Kapitän. Er führte das Schiff bis zu dessen Rückkehr nach Bremerhaven im Oktober 2020.
Wunderlich engagiert sich aktiv bei der Freiwilligen Feuerwehr.